# Nikos Beloyannis

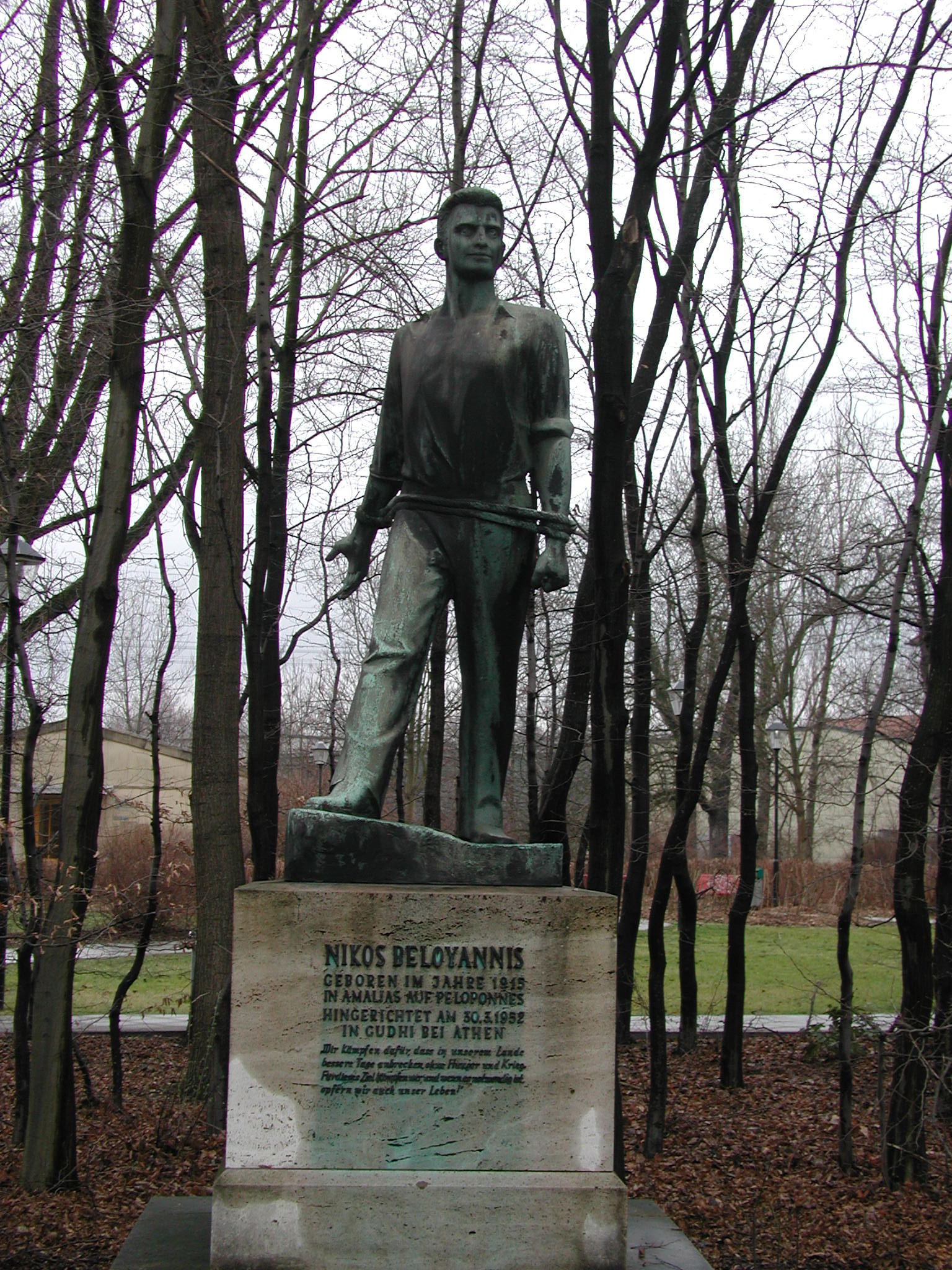
Belyannis op een monument in Berlijn.

Nikos Beloyannis (Νίκος Μπελογιάννης) (22 december 1915 – 30 maart 1952) was een Grieks verzetsleider en lid van de Communistische Partij van Griekenland.
Beloyannis was een van de grote helden van het Griekse verzet tegen de Duitsers, maar werd het slachtoffer van de autoritaire naoorlogse staatsinrichting. Zijn naam is gegeven aan het dorp Beloiannisz, gebouwd in Hongarije om de Griekse politieke vluchtelingen te huisvesten die in ballingschap leefden aan het einde van de burgeroorlog (1949).